# Syrrhopodon loreus
Syrrhopodon loreus är en bladmossart som beskrevs av William Dean Reese 1984. Syrrhopodon loreus ingår i släktet Syrrhopodon och familjen Calymperaceae. Inga underarter finns listade i Catalogue of Life.